# 呂賢楨
呂賢楨，安徽省寧國府旌德縣人，清朝政治人物，进士出身。
光緒二年（1876年）丙子恩科進士，授庐江府教授。